# 王毓铨
王毓铨（1910年—2002年），曾用名王伯衡，男，山东莱芜人，中国历史学家，曾任中国社会科学院历史研究所研究员、博士生导师。